# Stefano Della Santa
Stefano Della Santa (født 22. maj 1967 i Lucca) er en tidligere italiensk landevejscykelrytter.